# Peter Otto Rosenørn

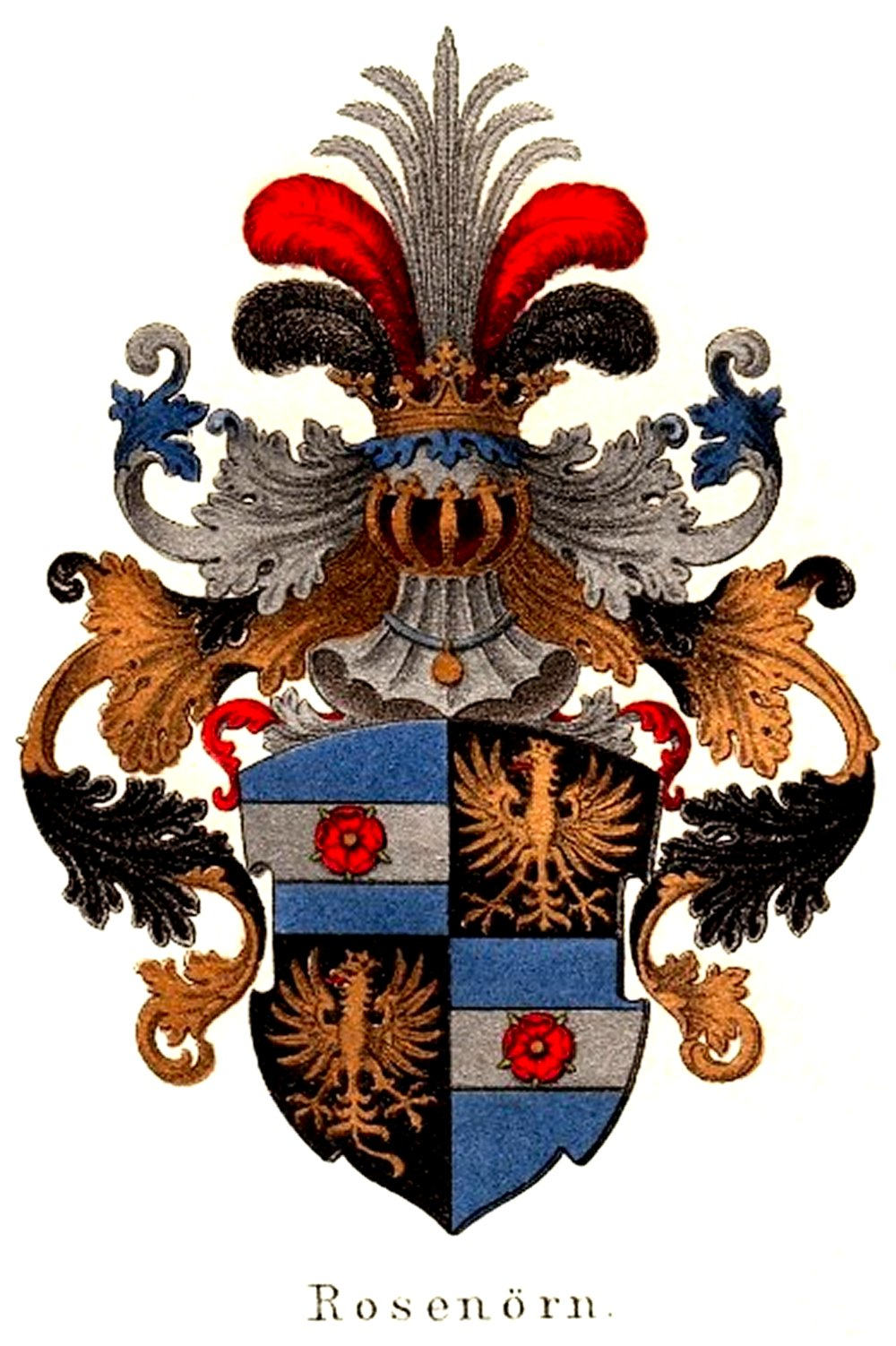
Wappen der Familie Rosenørn

Peter Otto Rosenørn (* 24. Juni 1708 in Tvilumgård (Dänemark); † 7. Februar 1751 ebenda) war ein dänischer Politiker.

## Leben
Rosenørn kam 1708 als Sohn des Oberst Mathias Rosenørn, aus dem Briefadelsgeschlecht Rosenørn, und dessen erster Frau Antoinette Lisbeth Friis Rosenørn zur Welt; drei Tage nach der Geburt wurde er in der Tvilum Kirke getauft. Drei Jahre vor seiner Geburt kam ein gleicher Sohn zur Welt, der jedoch nach einigen Wochen starb. Rosenørns Mutter starb, als dieser noch keine sechzehn Jahre alt war. 1718 heiratete sein Vater erneut.
1734 wurde Rosenørn Kammerjunker König Christians VI. Von 1736 bis 1738 war er Assessor im Højesteret und von 1738 bis 1751 Amtmann von Nykøbing Amt. 1738 wurde er wirklicher Staatsrat,
und 1744 wurde er Konferenzrat.

## Ehe und Nachkommen
Am 7. Juni 1740 heiratete er Eva Margrethe Grüner (1721–1760). Aus der Ehe gingen neun Kinder hervor:
- Christian Teilmann Rosenørn (* 8. April 1741; † 27. Februar 1812)
- Sophia Amalia Rosenørn (* 10. März; † 29. August 1784)
- Carl Gustav Rosenørn (* 15. August 1743; † 4. November 1764)
- Adelheid Hedvig Margrethe Rosenørn (* 10. September 1744; † 11. Dezember 1778)
- Antonette Elisabeth Rosenørn (* 12. Oktober 1745; † 23. Oktober 1769)
- Ebba Ovidia Rosenørn (* 11. April 1747; † 18. April 1803)
- Benedicte Marie Rosenørn (* 7. April 1748; † 9. März 1813)
- Mathildis Rosenørn (* 24. Oktober 1749; † 19. Juni 1771)
- Mathias Peder Otto Rosenørn (* 24. Juni 1751; † 13. April 1818)

## Quelle
- Skeel-Schaffalitzky, Santasilia: Mathias Rosenørn, til Aakjær

| Personendaten    | Personendaten         |
| ---------------- | --------------------- |
| NAME             | Rosenørn, Peter Otto  |
| KURZBESCHREIBUNG | dänischer Politiker   |
| GEBURTSDATUM     | 24. Juni 1708         |
| GEBURTSORT       | Tvilumgård (Dänemark) |
| STERBEDATUM      | 7. Februar 1751       |
| STERBEORT        | Tvilumgård (Dänemark) |